# Ла Гроттерия, Кристиан
Кристиан Алехандро Ла Гроттерия (исп. Christian Alejandro La Grotteria; 25 июля 1974, Ла-Плата) — аргентинский футболист, выступавший на позиции нападающего.
Ла Гроттерия начал свою карьеру в клубе аргентинской Примеры «Эстудиантес», за который провёл 60 матчей, затем выступал за клуб Сегунды «Сан-Мартин» из Сан-Хуана на правах аренды. В возрасте 24 лет он уехал в Италию в клуб «Анкона» из серии С1, затем выступал за клуб «Палермо», с которым в первый же сезон вышел в серию B и там играл на протяжении двух лет, забив за два сезона во втором итальянском дивизионе 13 голов. Затем Ла Гроттерия играл за клуб «Падова», в котором он выступал в серии С1. Два сезона он выступал за клуб «СПАЛ», затем ещё два сезона за «Бассано Виртус» в сериях C2 и C1, где и завершил игровую карьеру в 2011 году. В 2015 году Ла Гроттерия был назначен помощником тренера «Бассано Виртус» Стефано Соттилли.